# Koloriang
Koloriang (en hindi:  ) es una localidad de la India, centro administrativo del distrito de Kurung Kumey, estado de Arunachal Pradesh.

## Geografía
Se encuentra a una altitud de 869 m s. n. m. a 342 km de la capital estatal, Itanagar, en la zona horaria UTC +5:30.

## Demografía
Según estimación 2010 contaba con una población de 2 375 habitantes.